# La Tour-sur-Orb

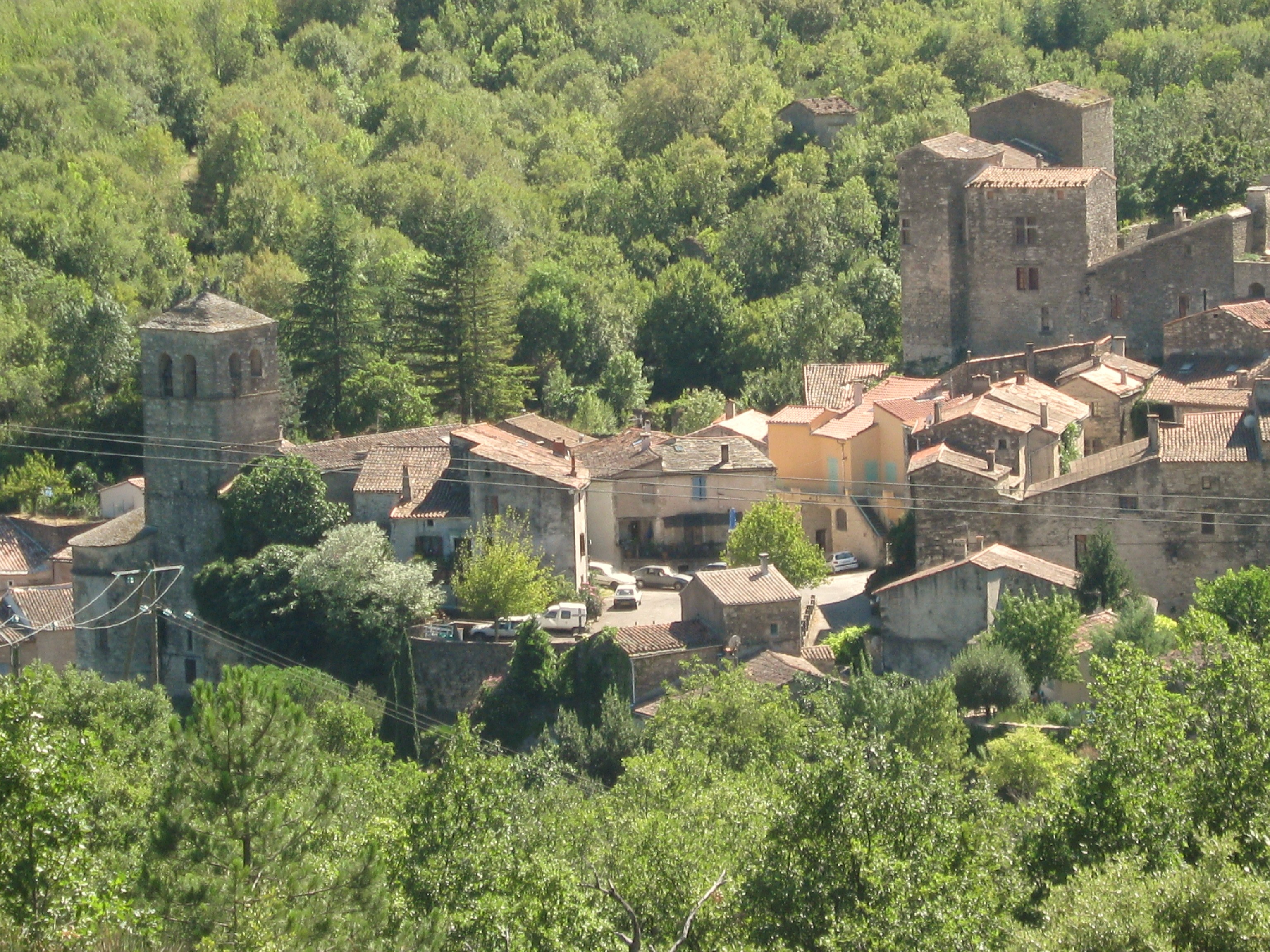
Boussagues w Gminie La Tour-sur-Orb, 2009

La Tour-sur-Orb – miejscowość i gmina we Francji, w regionie Oksytania, w departamencie Hérault.
Według danych na rok 1990 gminę zamieszkiwało 1039 osób, a gęstość zaludnienia wynosiła 34 osoby/km² (wśród 1545 gmin Langwedocji-Roussillon La Tour-sur-Orb plasuje się na 325. miejscu pod względem liczby ludności, natomiast pod względem powierzchni na miejscu 177.).

## Populacja

Populacja La Tour-sur-Orb w latach 1962-2008